# Salonul Auto de la Torino
Salonul Auto de la Torino a fost un eveniment de prestigiu organizat anual în orașul Torino, Italia. Acesta a fost prima dată organizat în perioada 21-24 aprilie 1900 la Castelul Valentino și a devenit ulterior o tradiție importantă în industria auto. Începând din 1938, salonul s-a desfășurat în mod regulat la Torino, după ce fusese împărțit anterior între Milano și Roma.
Începând din anul 1972, salonul a avut loc o dată la doi ani, iar în 1984 s-a mutat în fabrica Fiat din Lingotto, care era închisă la acea vreme. În 2000, s-a anunțat că salonul urma să fie mutat în aprilie, începând cu anul 2002. Cu toate acestea, ultima ediție a avut loc în iunie 2000 la Torino, iar începând din 2002 evenimentul a fost anulat. Acest lucru a dus la preluarea rolului de Salon Internațional de Automobile din Italia de către Salonul Auto de la Bologna.
În perioada 2015-2019, Torino a găzduit din nou un Salon Auto, dar sub forma unui festival în aer liber. Această schimbare a fost făcută pentru a reduce costurile expozanților și pentru a oferi acces gratuit publicului larg. Evenimentul a avut loc în Parco del Valentino.

## Istorie

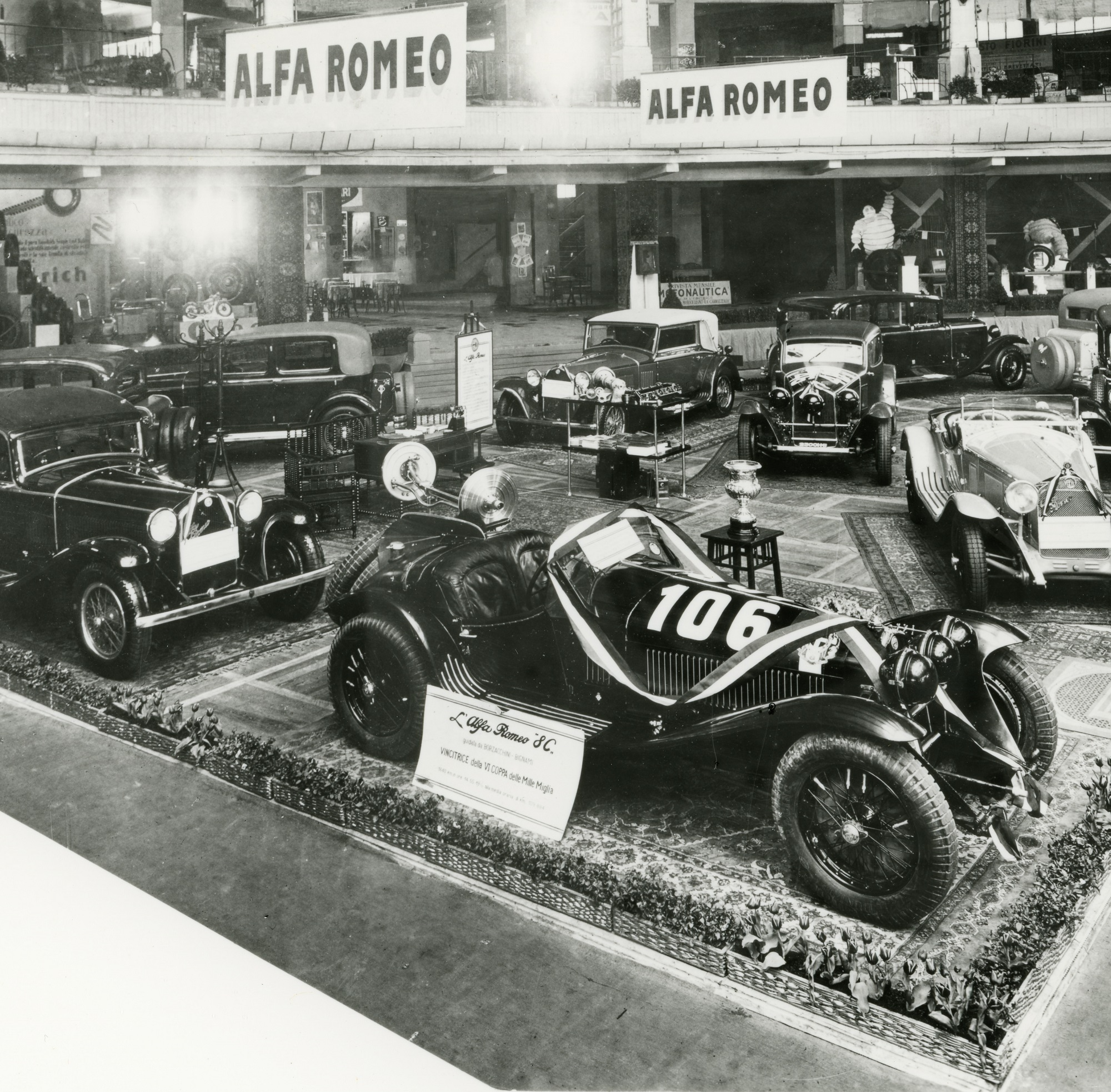
Standul Alfa Romeo la ediția din 1932. Palatul Sporturilor din Milano.

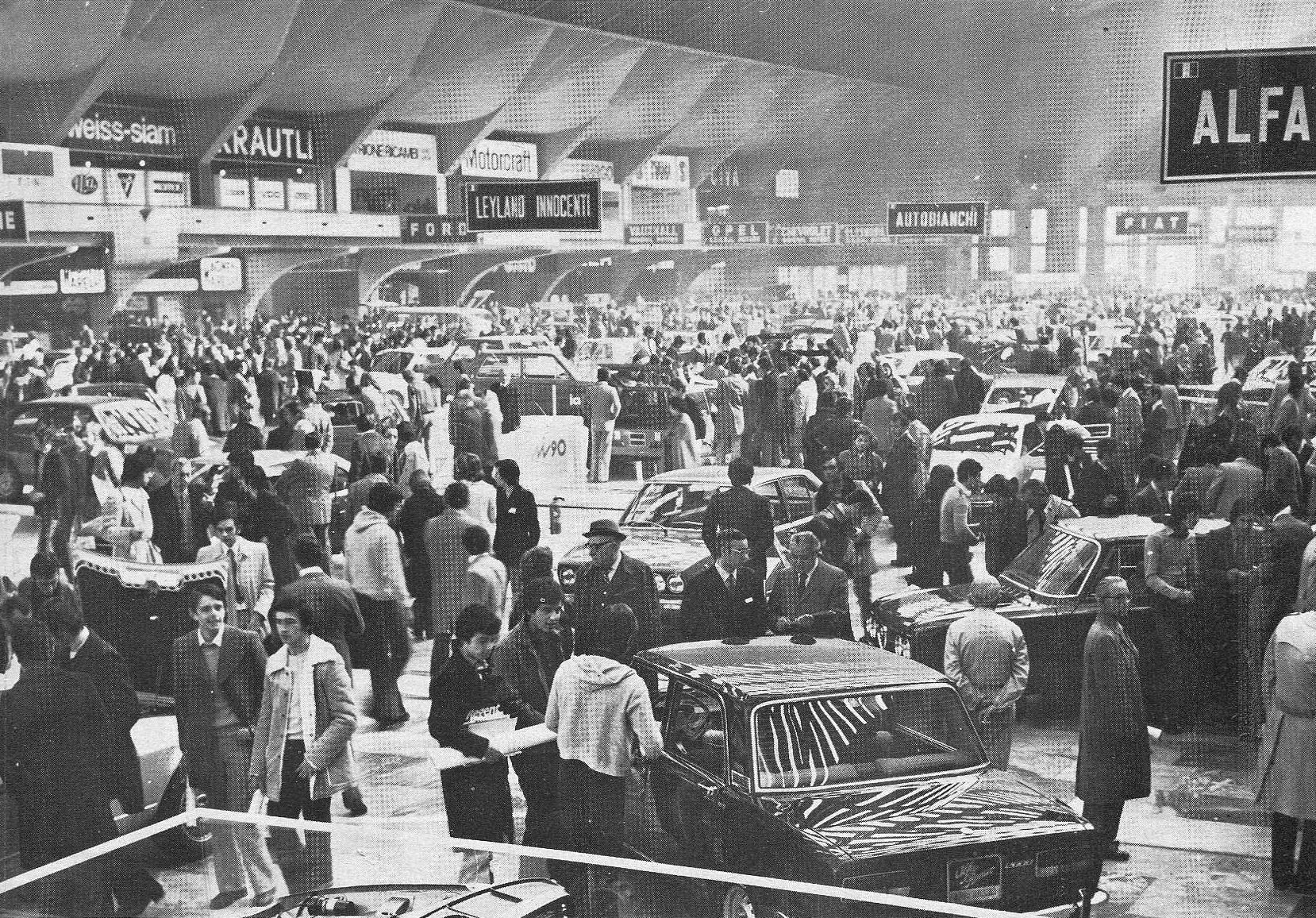
Privire de ansamblu (1974)

Prima ediție a salonului auto, numită Mostra di Automobili, a avut loc la Palazzina delle Belle Arti din Valentino în perioada 21-24 aprilie 1900. Acesta a reprezentat prima expoziție dedicată automobilelor organizată în Italia.
Evenimentul s-a desfășurat pe o suprafață de 800 de metri pătrați și a avut 25 de expozanți din Italia, Franța și Germania. Deși costul biletului de intrare a fost de 20 de cenți de liră, aproximativ 2.000 de vizitatori au participat la expoziție. Este important de menționat că acest preț nu era accesibil tuturor.
Dintre cei 11 expozanți naționali, s-au numărat companiile Carcano, Ceirano, Orio-Marchand, Prinetti & Stucchi și nou-înființata FIAT, care au contribuit la succesul evenimentului.
Trebuie menționat că Expoziția de automobile din 1900 a fost precedată de două expoziții auto organizate la Torino în anii 1898 și 1899. Cu toate acestea, aceste evenimente nu pot fi considerate "saloane" în adevăratul sens al termenului, deoarece erau adunări ale proprietarilor de automobile care permiteau publicului să le vadă, fără participarea producătorilor de automobile.
După prima ediție, salonul auto de la Torino a devenit o tradiție respectată, atrăgând expozanți din întreaga lume și reprezentând o oportunitate de a sărbători lansarea noilor modele prezentate de cei mai importanți producători auto. În fiecare an, în luna mai, capitala piemonteză găzduia acest eveniment de prestigiu.
În anul 1959, spațiul de expunere existent nu mai era suficient pentru necesitățile crescânde ale salonului, astfel că a fost construit Pavilionul nr. 5 sub îndrumarea inginerului Riccardo Morandi. Acest pavilion a devenit una dintre realizările de prestigiu ale mișcării de raționalism italian de după cel de-al Doilea Război Mondial.
Pavilionul nr. 5 a găzduit numeroase prezentări oficiale ale automobilelor, în special modelele italiene de la FIAT și Lancia. Printre acestea se numără Fiat 1400 și Fiat 126, Lancia Appia și Lancia Thema (prezentată în anul 1984, anul în care salonul s-a mutat în noua locație). 
În anul 2000, s-a sărbătorit centenarul Salonului Auto cu cea de-a 68-a ediție, care s-a desfășurat în spațiile expoziționale ale fostei uzine Fiat din Lingotto. 

## Închiderea evenimentului
Ediția cu numărul 69 a Salonului Auto, programată între 25 aprilie și 5 mai 2002, nu s-a mai desfășurat din cauza crizei din industria auto. Organizatorii, care achiziționaseră drepturile de organizare a evenimentului cu câteva luni înainte, au propus expozanților să participe gratuit la salon, cu speranța de a evita anularea acestuia. Cu toate acestea, cu excepția grupului FIAT, toți principalii producători de automobile au refuzat să participe.
Această situație a generat o controversă intensă în sediul consiliului municipal al orașului. Unii au afirmat în mod polemic că organizatorii au sabotat intenționat evenimentul pentru a elimina concurența salonului auto de la Torino și pentru a consolida Salonul Auto de la Bologna ca singurul salon auto din Italia. Primarul de atunci, Sergio Chiamparino, a declarat că orașul era interesat să recupereze drepturile de organizare a Salonului Auto sau să organizeze un nou eveniment similar.

## Principalele automobile prezentate
- 1904: Motoruota Garavaglia
- 1906: Aquila Italiana Cappa
- 1913: Fiat Zero
- 1919: Isotta Fraschini Tipo 8, Fiat 501
- 1923: OM 665 "Superba", Fiat 519, Itala 56, Chiribiri Monza
- 1925: Lancia Lambda, Itala 61, Alfa Romeo 1500, Fiat 509
- 1948: Ferrari 166 MM, Lancia Ardea, Maserati A6 Cabriolet, Fiat 500 Giardinetta Belvedere
- 1950: Lancia Aurelia, Alfa Romeo 1900, Fiat 1400
- 1951: Panhard Dyna X86 Berlinetta
- 1953: Lancia Appia
- 1954: Alfa Romeo Giulietta Sprint
- 1955: Alfa Romeo Giulietta
- 1956: Lancia Flaminia
- 1957: Lancia Florida II, Fiat 1200 Granluce
- 1960: Pininfarina X, Lancia Flavia
- 1962: Iso Rivolta 300
- 1963: Lamborghini 350 GTV, Maserati Mistral
- 1965: Lamborghini Miura, Fiat 124, Maserati Mexico
- 1966: Fiat 124 Sport Spider
- 1967: Fiat Dino Coupé, Alfa Romeo 33 Stradale
- 1968: LMX Sirex
- 1969: Fiat Dino Coupé 2400, Alfa Romeo Duetto seria 2
- 1970: Stratos Zero, Maserati Ghibli seria 2
- 1971: Lamborghini Countach, Autobianchi A112 Abarth, Maserati Boomerang, Alfa Romeo Alfasud
- 1972: Fiat City Car, Fiat 126
- 1974: Hyundai Pony, Fiat 131, Lamborghini Bravo
- 1976: Fiat 126 Cavalletta
- 1980: Lancia Beta Trevi
- 1982: Lancia Rally 037, Lancia Delta Turbo 4x4
- 1984: Lancia Thema
- 1986: Lamborghini LM 002
- 1989: Italdesign Giugiaro Aztec
- 1990: Honda NS-X
- 1994: Fioravanti Sensiva, Nissan Micra Cabriolet
- 1996: Fiat Barchetta Coupé
- 1998: Lancia Dialogos[11]